# Павел Янас
Павел Янас (пол. Paweł Janas, нар. 4 березня 1953, Паб'яніце) — польський футболіст, що грав на позиції захисника. По завершенні ігрової кар'єри — тренер. Член Клубу видатних гравців збірної (2014)..
Виступав, зокрема, за «Відзев» та «Легію», а також національну збірну Польщі, у складі якої їздив на чемпіонат світу 1982 року. Згодом з усіма цими командами працював і як головний тренер, в тому числі і збірною, якою керував на чемпіонаті світу 2006 року.

## Клубна кар'єра
Народився 4 березня 1953 року в місті Паб'яніце. Вихованець юнацької команди «Влукняж» з рідного міста.
У дорослому футболі дебютував 1973 року виступами за команду «Відзев», в якій провів чотири з половиною сезони, взявши участь у 130 матчах чемпіонату.
На початку 1978 року перейшов до «Легії». Відіграв за команду з Варшави наступні чотири з половиною сезони своєї ігрової кар'єри, вигравши за цей час два Кубка Польщі. Більшість часу, проведеного у складі «Легії», був основним гравцем захисту команди і отримав репутацію одного з найкращих польських захисників.
Після вдалого чемпіонату світу, влітку 1982 року уклав контракт з французьким «Осером», у складі якої став виступати зі своїм співвітчизником Анджеєм Шармахом і відразу став основним гравцем цієї команди. У сезоні 1985/86 Янас був названий найкращим іноземним гравцем у французького чемпіонату. Всього у складі французького клубу провів чотири роки своєї кар'єри гравця.
Завершив професійну ігрову кар'єру у «Легії», у складі якої виступав до переїзду у Францію. Повернувся Павел до команди 1986 року і захищав її кольори до припинення виступів на професійному рівні у 1988 році.

## Виступи за збірну
24 березня 1976 року дебютував в офіційних іграх у складі національної збірної Польщі в матчі проти Аргентини (в тій же грі дебютував за збірну і Збігнев Бонек) під керівництвом Казімежа Гурського. Після цього Янас регулярно виступав у збірній під керівництвом Ришарда Кулеши, а пізніше Антонія Пєхнічека.
Він взяв участь у чемпіонаті світу 1982 року в Іспанії, де польська команда під керівництвом Пєхнічекі зайняла третє місце і здобула бронзові нагороди, обігравши у матчі за третє місце збірну Франції з рахунком 3:2. Янас зіграв у всіх семи матчах збірної на чемпіонаті.
Проте його виступи у збірній після Кубку світу в Іспанії не були однаково успішними. У відбірному матчі чемпіонату Європи з Фінляндією 17 квітня 1983 року Янас забив автогол. 27 березня 1984 року в матчі із Швейцарією (1:1). Павел провів свою останню гру за збірну.
Протягом кар'єри у національній команді, яка тривала 9 років, провів у формі головної команди країни 53 матчі, забивши 1 гол.

## Кар'єра тренера
Закінчив Академію фізичної культури в Варшаві і розпочав свою тренерську кар'єру як помічник Рудольфа Капери, потім Луцьяна Брихчия в «Легії».
Пізніше він допомагав Владиславу Стахурському у молодіжній збірній Польщі, а також був помічником головного тренера польської олімпійської збірної Януша Вуйцика на Олімпійських іграх 1992 року в Барселоні, де національна збірна виграла срібну медаль. Після цього успіху разом з Вуйциком він повернувся до «Легії». Як помічник Вуйціка працював до кінця 1993 року, і після його відставки Янас очолив команду, яка стала його першим самостійним тренерським досвідом. При ньому «Легія» двічі вигравала чемпіонат Польщі, двічі Кубок Польщі і один раз Суперкубок Польщі, а також вийшла в чвертьфінал Ліги чемпіонів 1995/96.
З 1996 року Янас тренував польську молодіжну збірну, проте покинув її 1999 року, після того як не зміг кваліфікуватись на молодіжний чемпіонат Європи 2000 року. Після цього з 1999 по 2002 рік працював спортивним директором клубу «Аміка», а 2002 року навіть недовго очолювавкоманду.
20 грудня 2002 року став головним тренером збірної Польщі після відставки Збігнева Бонека. Незважаючи на те, що Янас не зміг кваліфікувати команду на чемпіонат Європи 2004 року в Португалії, він залишився в кабінеті і за два роки зумів вивести команду на чемпіонат світу 2006 року у Німеччині. Під час цього турніру польська збірна програла перші дві гри (з Еквадором 0:2 і Німеччиною 0:1) і завчасно втратила шанс вийти в 1/8 фіналу турніру, а критика Янаса від уболівальників і ЗМІ посилилися. У останньому матчі збірна Польщі переграла Коста-Рику 2:1, але ця перемога не захистила Янаса від критики. Тим не менше він відмовився подати у відставку. Лише 11 липня 2006 року його було звільнено і замінено нідерландським фахівцем  Лео Бенгаккером.
Згодом протягом 2007—2008 років працював спортивним директором у клубі «Корона» (Кельце), а 21 травня 2008 року він повернувся на тренувальну роботу як тренер клубу ГКС (Белхатув). 5 січня 2009 року він покинув клуб і відразу ж став тренером «Відзева», з яким вийшов до Екстракласи. 21 червня 2010 року контракт було розірвано за згодою сторін.
Через кілька днів Янас став віце-президентом «Полонії», а з 13 вересня, після звільнення Хосе Марі Бакеро, став тренером. 28 грудня було оголошено про відставку Янаса і він повернувся на посаду спортивного директора.
17 червня 2011 року Янас повернувся на тренерську посаду в Белхатуві, підписавши однорічний контракт з ГКС, який було розірвано 31 серпня 2011 року. Згодом з 17 грудня 2011 по 30 червня 2012 року працював головним тренером «Лехії» (Гданськ).
1 серпня 2013 року він був призначений головним тренером клубу «Битовія», що виступав у третьому за рівнем польському дивізіоні. 24 травня 2014 року його клуб був підвищений до польської I ліги, проте 30 березня 2015 року Янас був звільнений з команди.

## Титули і досягнення

### Командні
Збірна Польщі
- Бронзовий призер чемпіонату світу: 1982

 «Відзев»
- Срібний призер чемпіонату Польщі: 1977
- Чемпіон другого дивізіону чемпіонату Польщі: 1975
- Фіналіст Кубка польської ліги: 1977
- Володар Міжнародного футбольного кубка: 1976

 «Легія»
- Бронзовий призер чемпіонату Польщі (2): 1980, 1988
- Володар Кубка Польщі (2): 1980, 1981
- Фіналіст Кубка Польщі: 1988
- Разом: 2 трофею

 «Осер»
- Бронзовий призер чемпіонату Франції: 1984

### Тренерські
«Легія»
- Чемпіон Польщі (2): 1994, 1995
- Срібний призер чемпіонату Польщі: 1996
- Володар Кубку Польщі: (2): 1994, 1995
- Володар Суперкубка Польщі: 1994
- Фіналіст Суперкубка Польщі: 1995
- Разом: 5 трофеїв

 «Відзев»
- Чемпіон другого дивізіону чемпіонату Польщі: 2010